# Església de San Pedro (Ciudad Real)
San Pedro és un església gòtica a la ciutat de Ciudad Real (Espanya) declarada bé d'interès cultural el 1974, amb l'identificador RI-51-0003948.

## Història
Va ser manada construir pels Caballeros de la Flor y Nata de Ciudad Rea (Velarde, Céspedes i Treviño) en la segona meitat del segle xiv. Originalment aquest temple va estar dedicat tant a Sant Pere com a Sant Pau i no va acabar sent construïda segons els plànols originals en anar realitzant afegits en els estils artístics que se succeïen, a més de pels problemes que van ser sorgint en la seva construcció, la qual cosa la va obligar a tenir aquest aspecte de fortalesa amb una baixa altura en la seva nau central respecte a les laterals i aquests gruixuts contraforts en el costat nord. Va ser finalitzada durant el segle xv i al costat de l'Església de Santiago (Ciudad Real) i la de Santa María, actual catedral, va formar en temps de la concessió del títol de Ciutat a la vila (1420), el triangle religiós de la ciutat, actuant cada església com a nucli de cada barri.
Segons Ramírez de Arellano, la parròquia va contractar en 1615 a l'arquitecte de Ciudad Real la construcció d'un cor als peus de l'església, lloc on també es trobava, en 1765, a l'altar de La nostra Senyora de la Guia, d'estil xurrigueresc amb la imatge d'aquesta verge sobre una cadira de plata i d'esquena a l'altar major. En 1755 es va produir el terratrèmol de Lisboa que va provocar la destrucció del sostre i l'incitament d'una de les columnes interiors.
Durant la Guerra Civil Espanyola una milícia anarquista del Batalló Torres de Valdepeñas, va dur a terme diverses accions anticlericals com la destrucció de part del patrimoni artístic del temple, com a imatges religioses, parts del cor, del cadirat i de l'altar i el retaule d'alabastre de la Verge de Loreto de la Capella d'Alonso de Coca. Aquesta milícia va usar el temple com a garatge de tancs i la torre va ser armada amb metralletes, en ser un dels punts més alts de la ciutat en aquell moment.
Des de 1948 fins a 1989, la parròquia va ser regentada pels Pares Claretians.

## Arquitectura
La planta de l'església és basilical i de tres naus separades per pilars fasciculats amb vuit columnes adossades. Les naus estan compartimentades en quatre trams, sent el més gran el més proper a l'absis i més petit el més proper als peus i d'una grandària mitjana els dues centrals. La nau central és una mica més ampla i una mica més alta. L'església, malgrat la seva robustesa, és clar exemple dels dictats del gòtic, buscant uns interiors oberts i lluminosos. Les voltes de les naus són d'aresta i la volta central corresponent al creuer és de tercelet, sent per tant la de major bellesa. La capçalera és d'un sol absis poligonal de set petits costats i cobert amb volta nervada de plements. Compta amb finestres geminades ogivals en les cinc obertures centrals. Segons se succeïen els anys les naus van ser guanyant capelles, fins a un total de tres. Dos d'elles a banda i banda de l'absis i la de major grandària i importància es construeix en el costat sud.

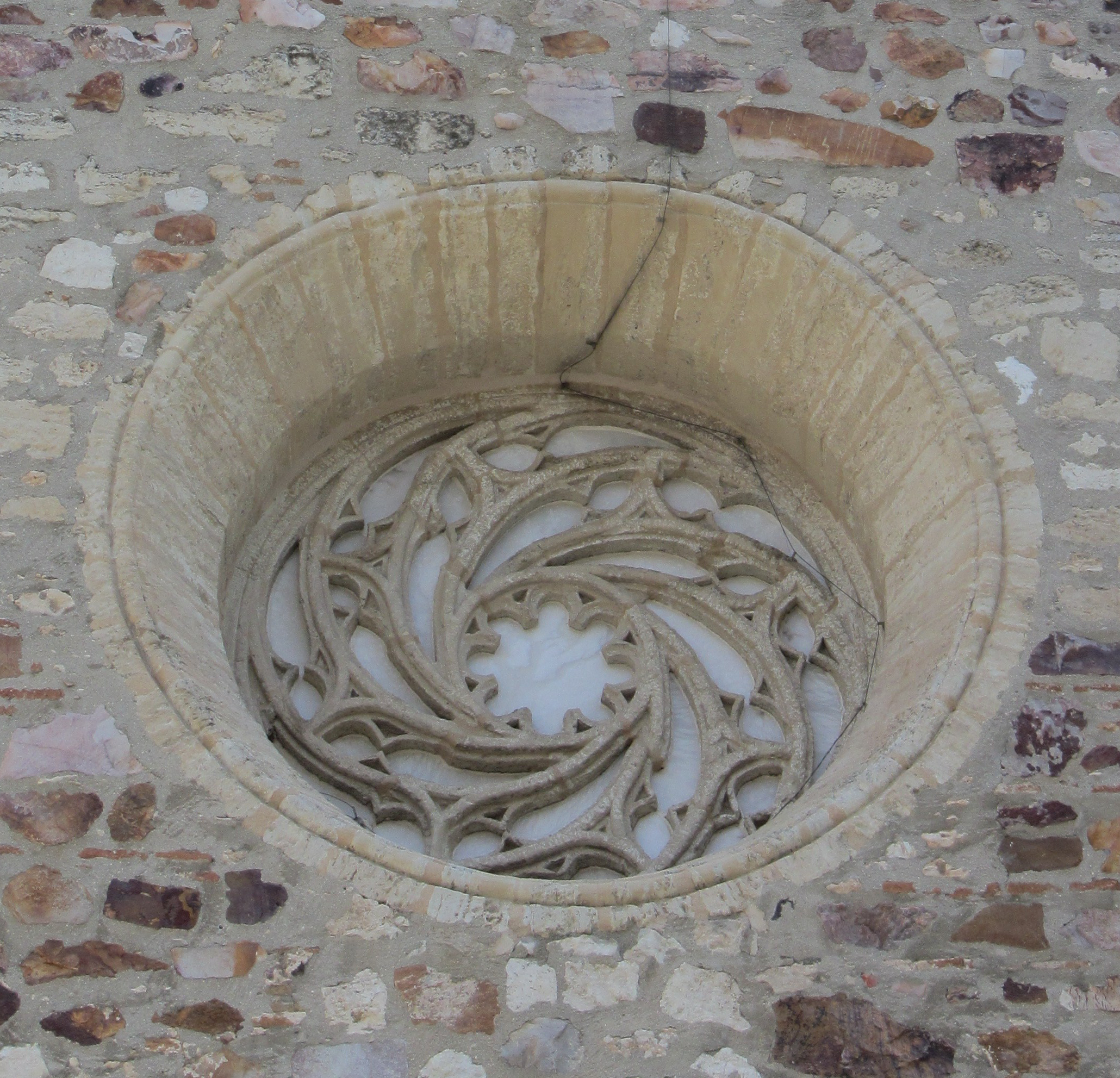
Rossilló sobre la porta del Perdó, de traceria calada de clara ascendència mudèjar, tema del que és el de la roda giratoria i el moviment continu, és a dir, la llum com a divinitat.

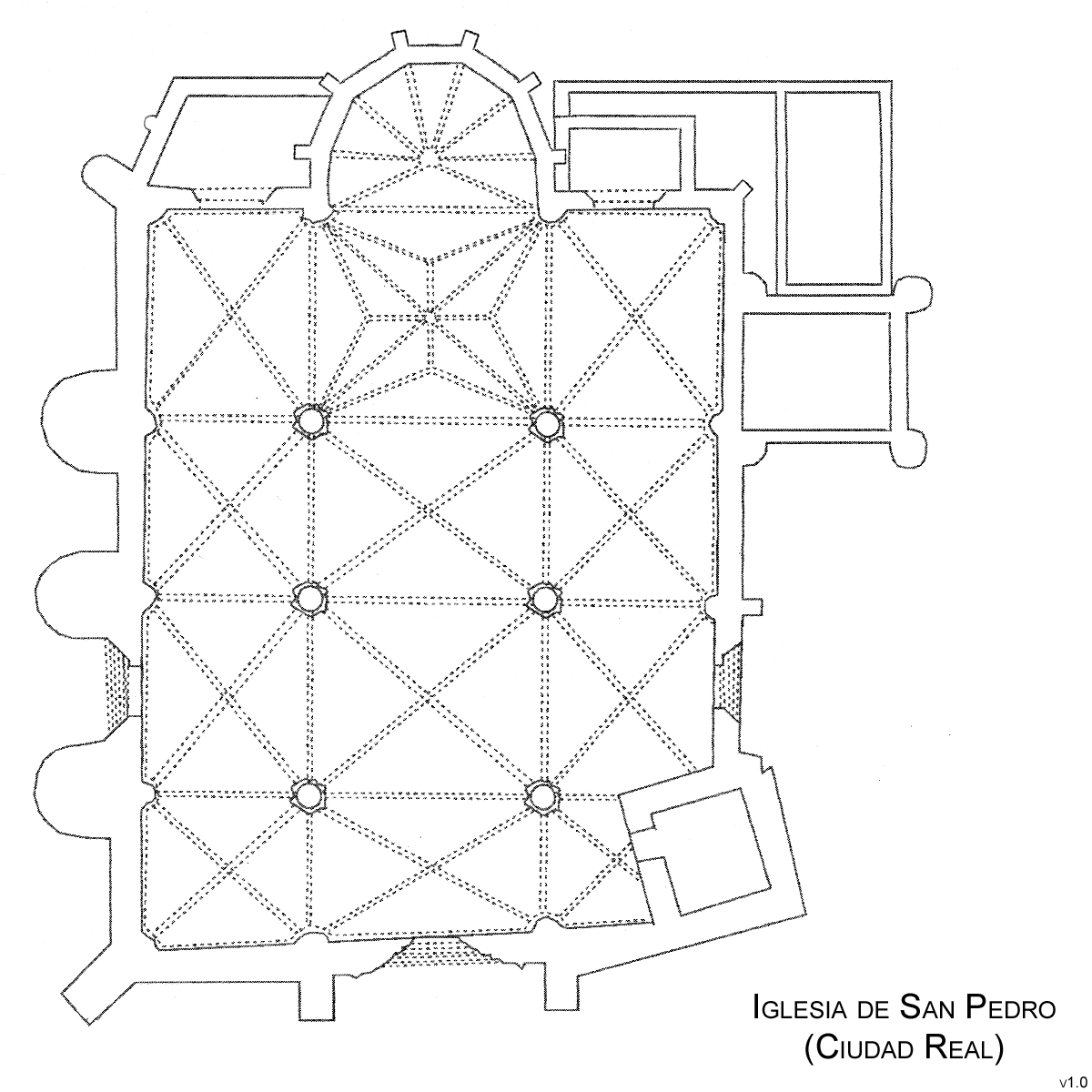
Planta de l'església de San Pedro.

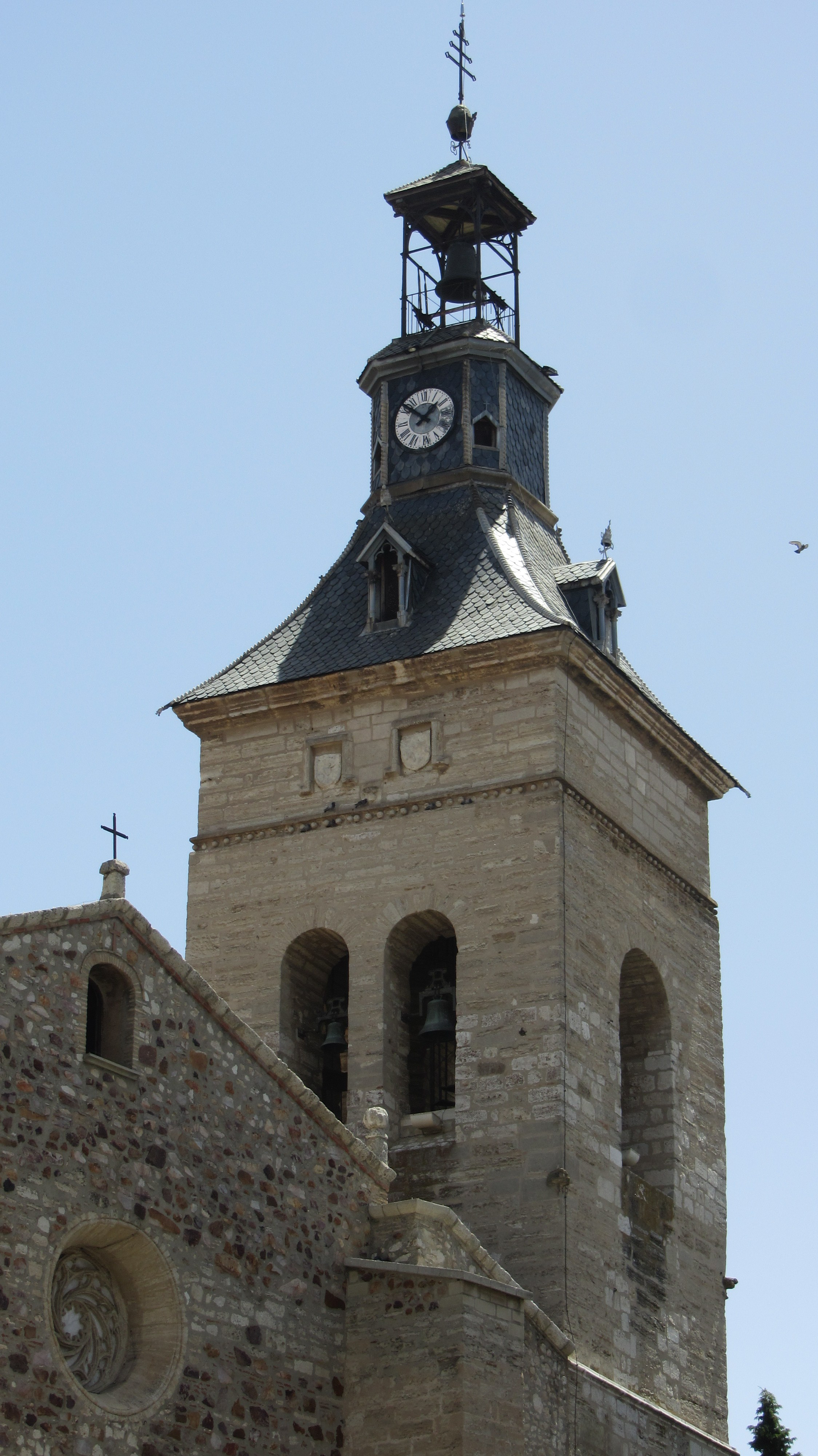
Torre i campanar

La senzilla torre, que està integrada a l'església perquè està adossada al mur, irromp pel costat sud-oest de la planta. Compta amb una base d'un metre d'alçada i dos grans cossos d'igual altura però sent el primer una mica més gruixut que el segon, que és el que té dues obertures a cada costat i on se situen les campanes. Finalment compta amb un tercer cos de petita grandària i amb decoració d'escuts heràldics. El capitell de pissarra i estil neogòtic va ser construït al segle xviii i compta amb dos rellotges d'agulla, quatre petites finestres d'arc gòtic amb l'escut del Vaticà sobre ells i una petita campana amb sostrada que remata la torre.

### Portades

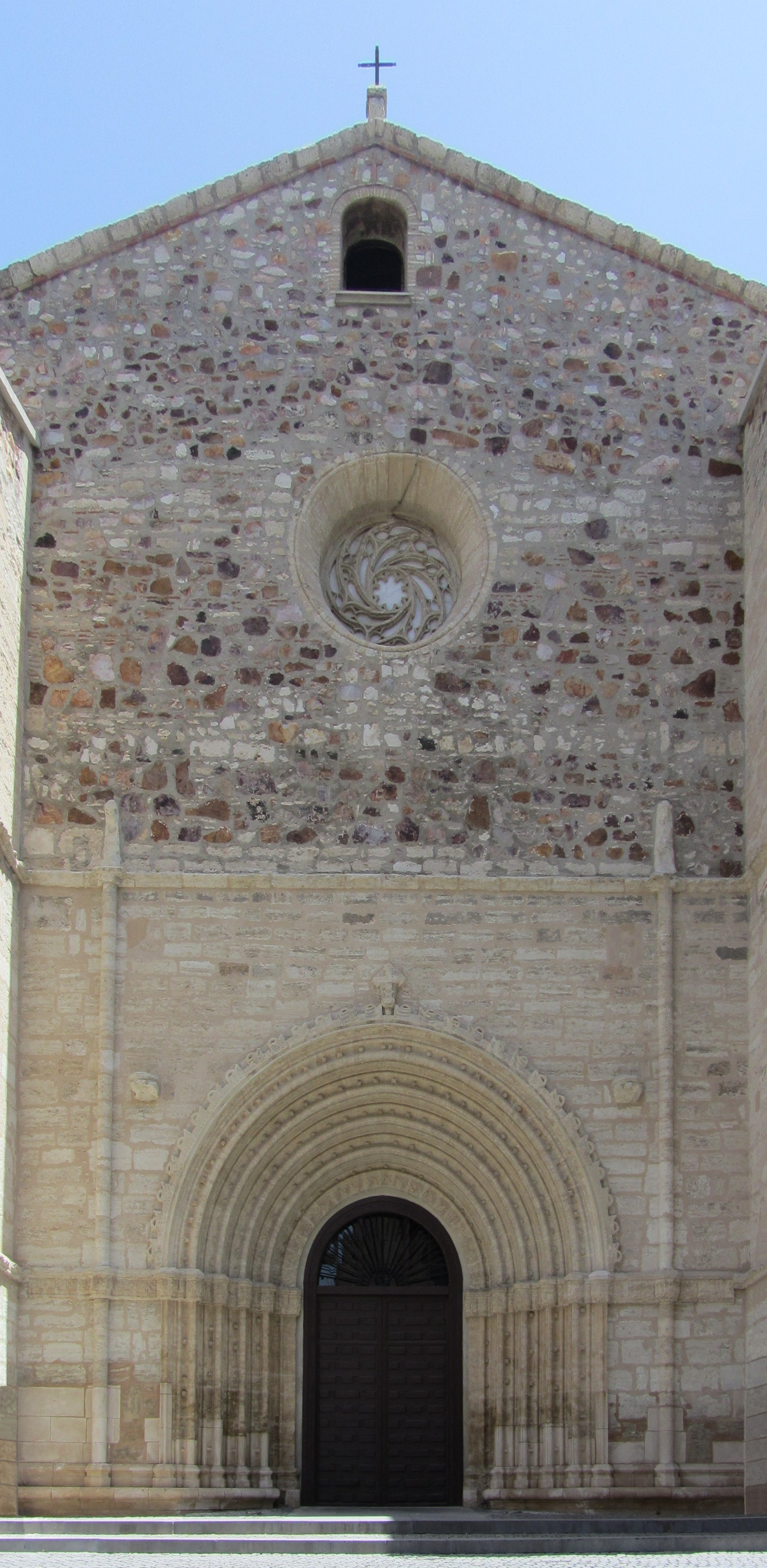
Porta del Perdó

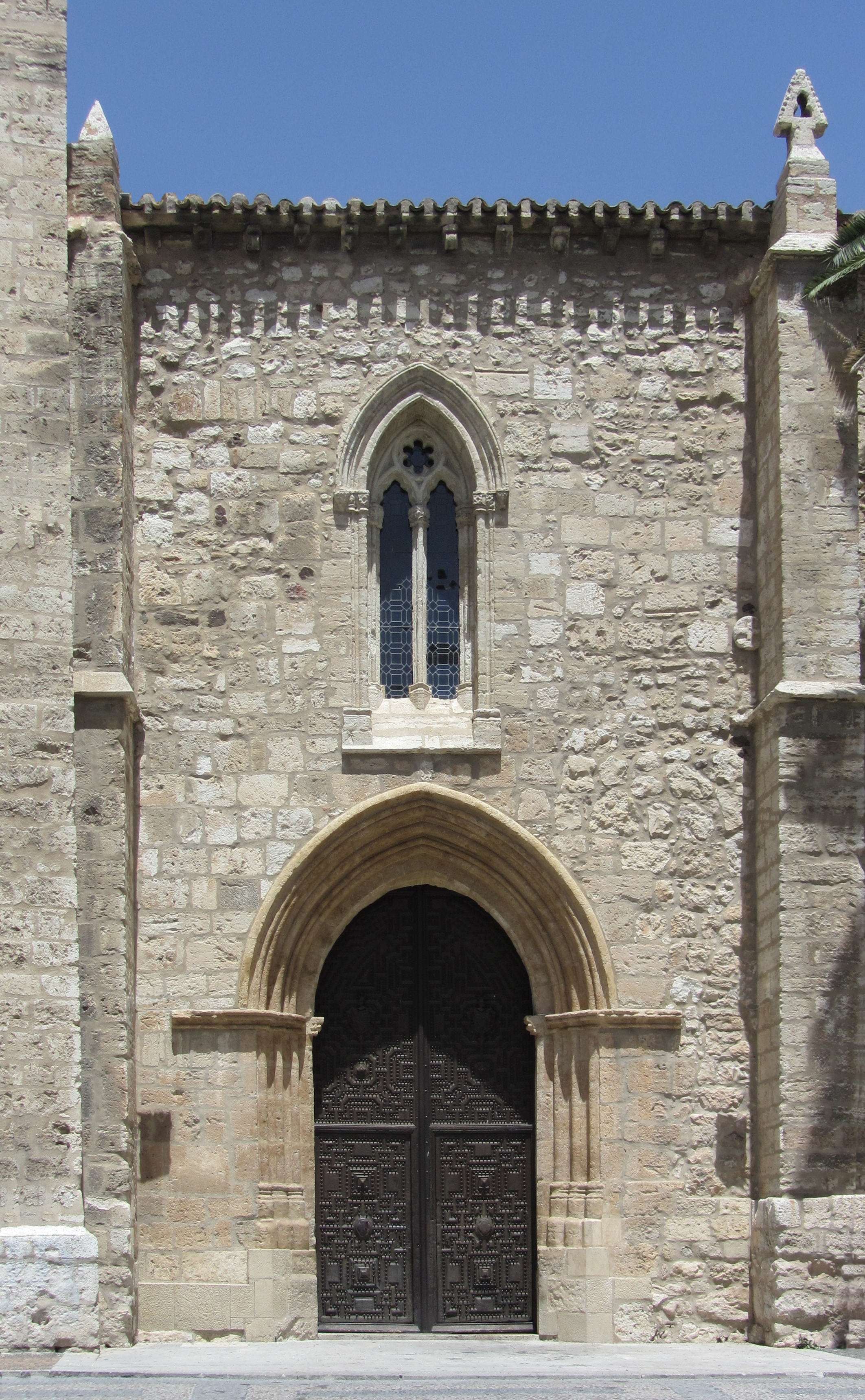
Porta del Sol

L'església compta amb tres portades:

#### Porta del Perdón
La Porta del Perdón és així anomenada a causa que des de 1302 es va situar enfront d'ella la presó de la Santa Germanor. Aquesta portada de reminiscències romàniques i decoració arcaica pot ser també considerada com a gòtica. Probablement anés en un inici l'entrada principal al temple. Consta de tres carrers separats per dos marcats contraforts i amb els arcs d'entrada al carrer central, marcant així les tres naus. Una motllura de baquetó divideix el carrer central en dos cossos, havent-hi en el superior una rosassa de traceria calada de clara ascendència mudèjar i el tema de la qual, segons Elena Sainz Magaña, és el de la roda giratòria i el moviment continu, és a dir, la llum com a divinitat. En el cos inferior un arc lleugerament apuntat està emmarcat per dos columnetes adossades. Aquesta arc està decorat en puntes de diamant i sobre aquest s'expliquen fins a quatre arquivoltes baquetonades adornades amb rosetes que es perllonguen en els brancals. L'última arquivolta compta amb abundant i arcaica decoració vegetal i en la clau una creu de pedra adossada al mur. Un capitell corregut amb decoració vegetal es perllonga fins a una motllura rectangular decorada fins als contraforts que després es perllonga pels carrers laterals de la portada. A banda i banda de l'arc hi ha cartel·les, els quals van poder servir per albergar les escultures de Sant Pere i Sant Pau.

#### Porta de l'Ombría
La Porta de l'Ombría, al costat nord, es creu que va poder tenir un desenvolupament lateral molt semblant al de la porta del Perdó, però els dos grans contraforts que l'emmarquen impedeix comprovar-ho. L'arc, una mica més apuntat que l'anterior i de caràcter aràbic en estar polilobulat, està a més decorat amb petites rosetes. Sobre ell hi ha tres arquivoltes baquetonades i una altra exterior d'idèntica decoració que el seu corresponent en la porta del Perdó. Igualment, el capitell corregut amb decoració vegetal de raïms i fulles i els brancals amb mitjanes columnetes són també molt semblants a les d'aquesta porta. Sobre l'arc es troba una petita rosassa descentrada de l'eix de l'arc i de traceria diversa, compost d'un cercle central que al seu torn està envoltat d'altres vuit semicercles. Aquesta rosassa va ser construïda posteriorment per il·luminar el desaparegut cor.

#### Porta del Sola
La Porta del Sol és en comparació de les anteriors la més senzilla i probablement la més antiga, perquè malgrat tenir l'arc més apuntat i per això semblar la més gòtica de les tres, la seva estructura té reminiscències romàniques. L'arc apuntat abocinat posseeix un capitell corregut sense decoració i mitjanes columnetes en els brancals. Sobre la porta i en l'eix de l'arc hi ha una finestra geminada rematada en tetralòbul i que probablement en el seu moment comptaria amb una bella vidriera. Les portes de fusta posseeixen un ric clautejat i un parell d'escuts heràldics en la part superior. A la fi del segle xviii es va construir enfront de la portada un porxo que va ser retirat posteriorment. Actualment és l'entrada principal al temple.

### Capelles

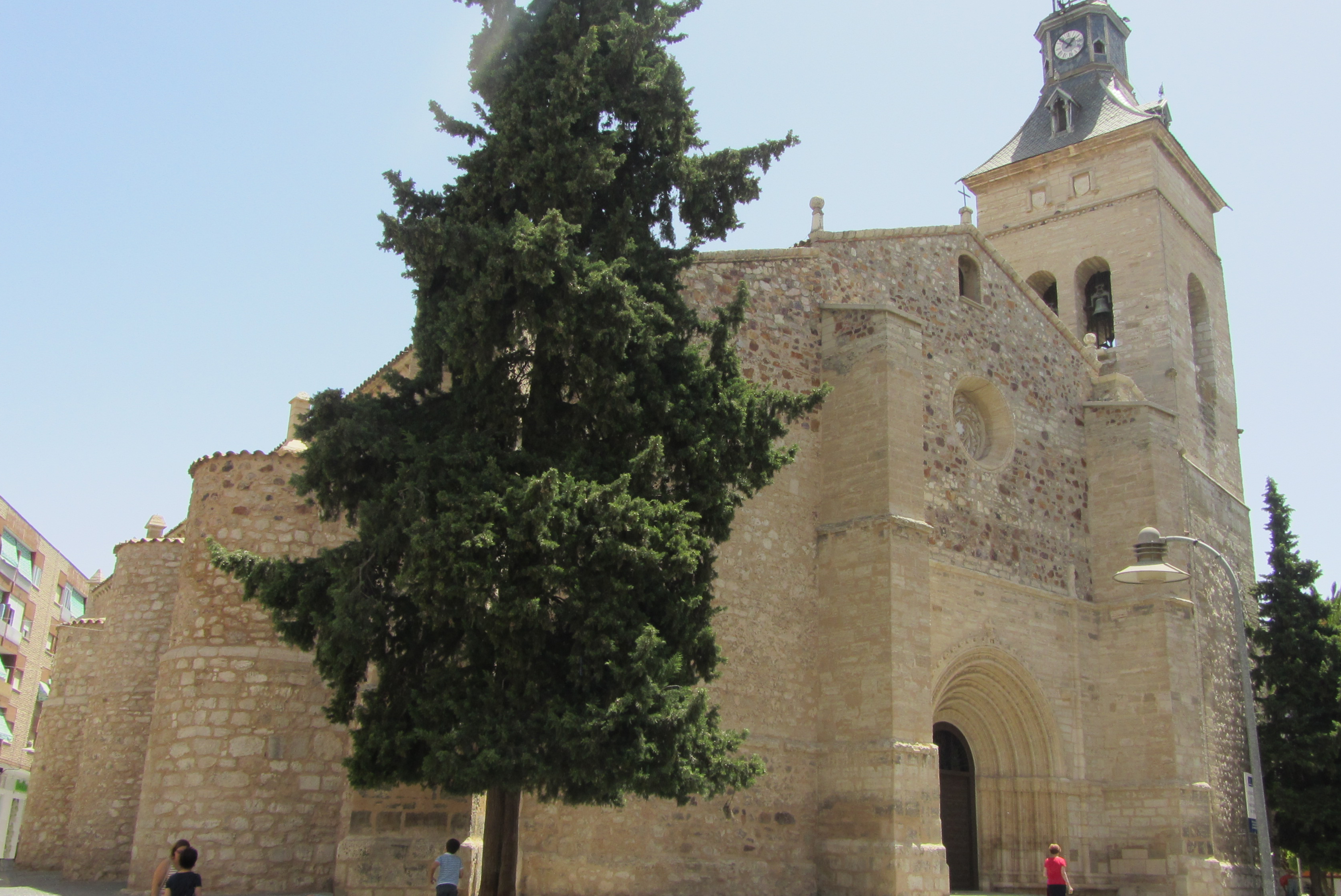
Façanes nord i oest.

Hi ha un total de tres capelles, dues d'elles a cada costat de l'absis i l'altra, la dels Coca, en la nau sud.

#### Capella de los Coca
La Capella dels Coca alberga el sepulcre jacent del Xantre de Còria i Confessor d'Isabel I de Castella, Fernando de Coca, obra hispà flamenca del segle xv amb clara semblança amb el Doncel, juntament amb els sepulcres en el sòl dels seus pares i un retaule d'alabastre de la Verge de Loreto.

#### Capella dels Veras
La Capella de los Veras va ser fundada per la família dels Veras a principis del segle xv i dedicada al Santíssim Crist de l'Oració i a la Verge de Guadalupe. Des de 1827 fins a l'última restauració del presbiteri rebia culte en aquesta capella el Santíssim Crist del Perdó i de les Aigües, que avui es troba en l'altar major. Actualment aquí es troben les imatges de l'Immaculat Cor de Maria i de Sant Antoni Maria Claret. La capella explica en el seu interior amb arcs gòtics flamígers en les voltes. En 1650 la capella va passar a ser propietat de l'església.

#### Capella del Nazareno (antiga capella de San Juan Bautista
La Capella del Nazareno (antiga capella de San Juan Bautista) va ser manada construir per ordre de Juana Monzolo Treviño de Loaisa en temps dels Reis Catòlics com es pot observar en la bella reixa isabelina del segle xvi que dona accés a la capella i que compta amb l'escut dels RR. CC. en la part superior. En l'exterior, la capella mostra dos escuts blasonats, encara que actualment es troben molt deteriorats. A l'interior trobem arcs gòtics flamígers i volta estavellada, característiques d'un gòtic més avançat. La portada està adornada amb florons, figures dantesques, caràtules, etc. En el brancal dret de l'arc d'entrada a la capella es troba la imatge de Sant al qual se li va dedicar la capella originàriament. Des del segle xix es venera en el seu interior a Jesús de Natzaret (Antonio Illanes Rodríguez, 1940), que va pertànyer a l'antic convent de Santo Domingo i una altra de la Santíssima Verge de la Misericòrdia (Juan Ventura, 1989). En el retaule de Jesús Natzarè es veneren a més les imatges de San Blas, Santa Rita i Santa Teresita del Nen Jesús. En la capella rep culte també Santa Gema Galgani i la nostra Senyora de Fàtima.

## Devoció
Durant la Setmana Santa de Ciudad Real, declarada d'Interès Turístic Nacional, vuit germanors inicien i acaben el seu recorregut processional des d'aquest temple:
- Germanor del Silenci (matinada del Dijous Sant). La processó de la Verge del Major Dolor se celebra la nit del dimarts, meditant els Set Dolors de la Verge.
- Germanor de Jesús Natzarè (diumenge de Passió i Matinada del Divendres Sant).
- Germanor de l'Oració en l'Hort de les Oliveres (Divendres Sant).
- Germanor de la Trobada (Divendres Sant).
- Germanor de El nostre Pare Jesús Caigut (Divendres Sant).
- Germanor del Perdó i de les Aigües (Divendres Sant).
- Germanor de la Verge de la Misericòrdia (Divendres Sant).
- Real Confraria de La nostra Senyora de la Solitud (Dissabte Sant).
La primera de les processons és la de Jesús Natzarè en la tarda del Diumenge Cinquè de Quaresma (Diumenge de Passió). La imatge del Senyor tornarà a sortir a les 0:00 hores del Divendres Sant.
En plena Setmana Santa, destaca la sortida de la processó del Silenci a les 3 de la matinada del Dijous Sant, amb les imatges del Santíssim Crist de la Bona Mort i la Verge del Major Dolor. Cinc són les germanors que surten en processó en el matí del Divendres Sant: Oració en l'Hort, La Trobada, Jesús Caigut, Crist del Perdó i de les Aigües i Verge de la Misericòrdia. : Les processons de Setmana Santa en aquesta parròquia finalitzen la tarda del Dissabte Sant, amb la sortida de María Santíssima de l'Amargor i la Verge de la Solitud.
- L'Arxiconfraria de l'Immaculat Cor de María manté el culte a la Imatge coronada canònicament i celebra anualment la Novena en el seu honor per finalitzar el primer dissabte del mes d'octubre, mes del Rosari. També celebra al juny la Missa de la seva festivitat litúrgica.
- L'Associació de Santa Gema Galgani celebra culte mensual a la Santa, els dies 14. A més organitza un septenari que finalitza el 14 de maig, festa popular de Santa Gemma.
- La vespra de Pentecosta finalitza el Tridu en honor de Santa María d'Alarcos, la imatge del qual es trasllada en romiatge al santuari de Nuestra Señora de Alarcos en el matí del diumenge de pentecosta.
- El 3 de febrer se celebra la festa de Sant Blai.
- Al llarg de molts anys, el 29 de juny, festivitat de Sant Pere i Sant Pau, el temple s'obria a tots els ciutadans perquè poguessin visitar als sants, realitzant-se diferents oficis i una revetlla. El mateix ocorria per a la festivitat de Sant Antoni de Pàdua, el 13 de juny.